# 예레미야의 편지

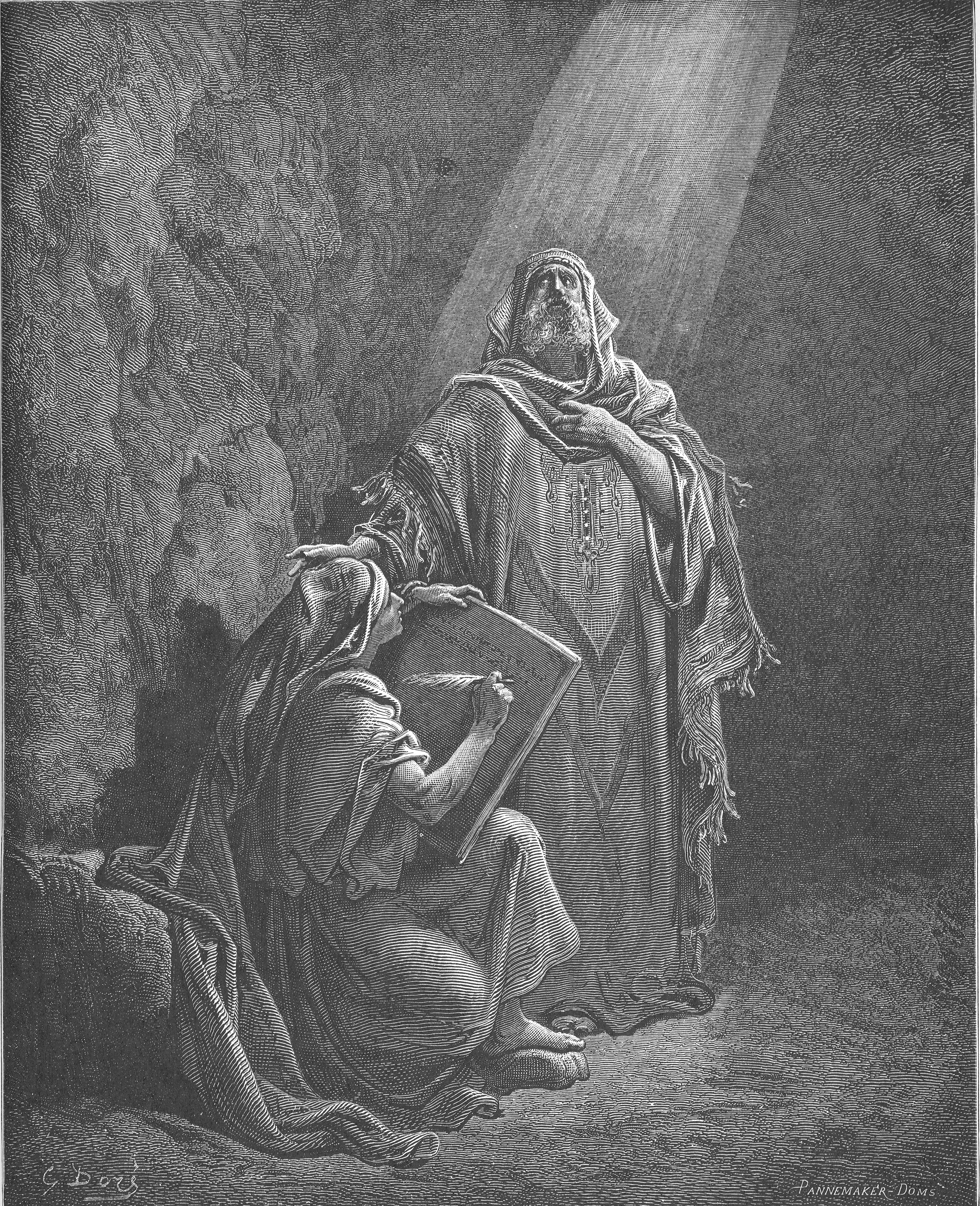

예레미야의 편지는 에세네파에서는 정경으로 받아들여졌으나 바리사이파가 타나크를 확정지을 때 외경으로 배제되었다. 가톨릭 교회와 동방 정교회에서는 동/서방 교회를 막론하고 꾸준하게 정경으로 인정되었으나 개신교는 히브리 랍비 성경 전통을 따라서 외경으로 배제하였다.
가톨릭 성경의 경우 바룩서의 부록으로 추가되어 있으며, 정교회 등에서는 바룩서와 독립적으로 추가되어 있다.
제목과 달리 예레미야가 쓰지 않았고, 기원전 300년경 바빌로니아에 살던 유대인이 쓴 것으로 추측된다.
제목과 달리 편지 형식이 아니며, 우상숭배 비판을 내용으로 한다.